# Aleksy Piątkiewicz
Aleksy Piątkiewicz (ur. 11 lutego 1911 w Ostrogu na Wołyniu, zm. 1994) – polski specjalista w dziedzinie budowy i konstrukcji maszyn, profesor Politechniki Łódzkiej.

## Życiorys
Urodził się 11 lutego 1911 roku jako syn Aleksego. W 1938 roku uzyskał dyplom magistra inżyniera mechanika na Oddziale Konstrukcyjnym Wydziału Mechanicznego Politechniki Warszawskiej i podjął pracę w Katedrze Dźwignic. Równocześnie pracował w przemyśle – od 1937 roku był zatrudniony w Warszawskiej Fabryce Zakładów Ostrowieckich jako konstruktor, a następnie kierownik grupy konstrukcyjnej i zastępca szefa działu.
W czasie okupacji mieszkał w Częstochowie, gdzie uczestniczył w tajnym nauczaniu politechnicznym na poziomie akademickim.
W 1945 roku rozpoczyna pracę w Katedrze Dźwignic Politechniki Łódzkiej jako zastępca profesora. W 1947 roku został powołany na stanowisko profesora oraz kierownika Katedry Dźwignic. Tytuł profesora nadzwyczajnego uzyskał w roku 1954, a profesora zwyczajnego w roku 1965. Był prodziekanem (1952–1954) i dziekanem (1956–1958) Wydziału Mechanicznego Politechniki Łódzkiej, a w latach 1959–1962 prorektorem do spraw nauki. Był promotorem 4 prac doktorskich. W latach 1970–1976 był dyrektorem Instytutu Konstrukcji Maszyn. Szczególnie cenny jest jego dorobek w dziedzinie tworzenia naukowych podstaw projektowania i obliczania mechanizmów i ustrojów nośnych dźwignic.
Szeroka była jego współpraca z przemysłem – szczególnie 40-letnia i najbardziej aktywna z Centralnym Biurem Konstrukcji Maszynowych w Bytomiu, przekształconym następnie w Ośrodek Badawczo-Rozwojowy Dźwignic i Urządzeń Transportowych „Detrans”, gdzie do końca swego życia był członkiem rady naukowej i jej wiceprzewodniczącym. Był członkiem Komitetu Budowy Maszyn PAN, członkiem Centralnej Komisji Kwalifikacyjnej, członkiem zespołu programowego „Mechanika” oraz członkiem kolegium redakcyjnego „Przeglądu Mechanicznego”. Po przejściu na emeryturę w 1981 roku w dalszym ciągu utrzymywał kontakt z Politechniką Łódzką.
Zmarł w 1994 roku.

## Ordery i odznaczenia
- Złoty Krzyż Zasługi (13 lipca 1955)[2]
- Medal 10-lecia Polski Ludowej (15 stycznia 1955)[4]